# سنت اسف
سنت اسف (به انگلیسی: St Asaph) یک شهر در بریتانیا است که در دنبیشر واقع شده‌است. سنت اسف ۳٬۳۵۵ نفر جمعیت دارد.

## نگارخانه

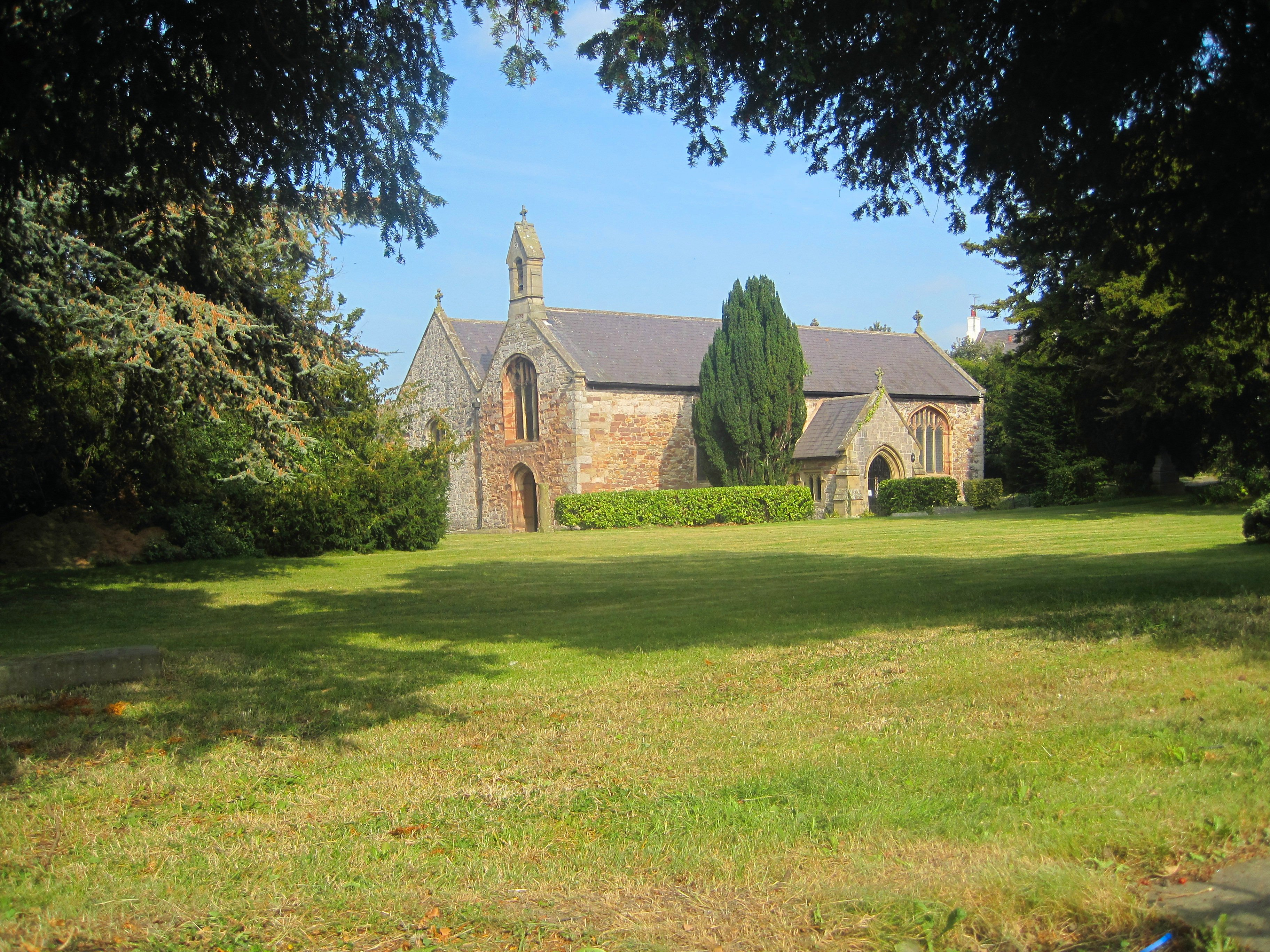
Church of St Kentigern and St Asa
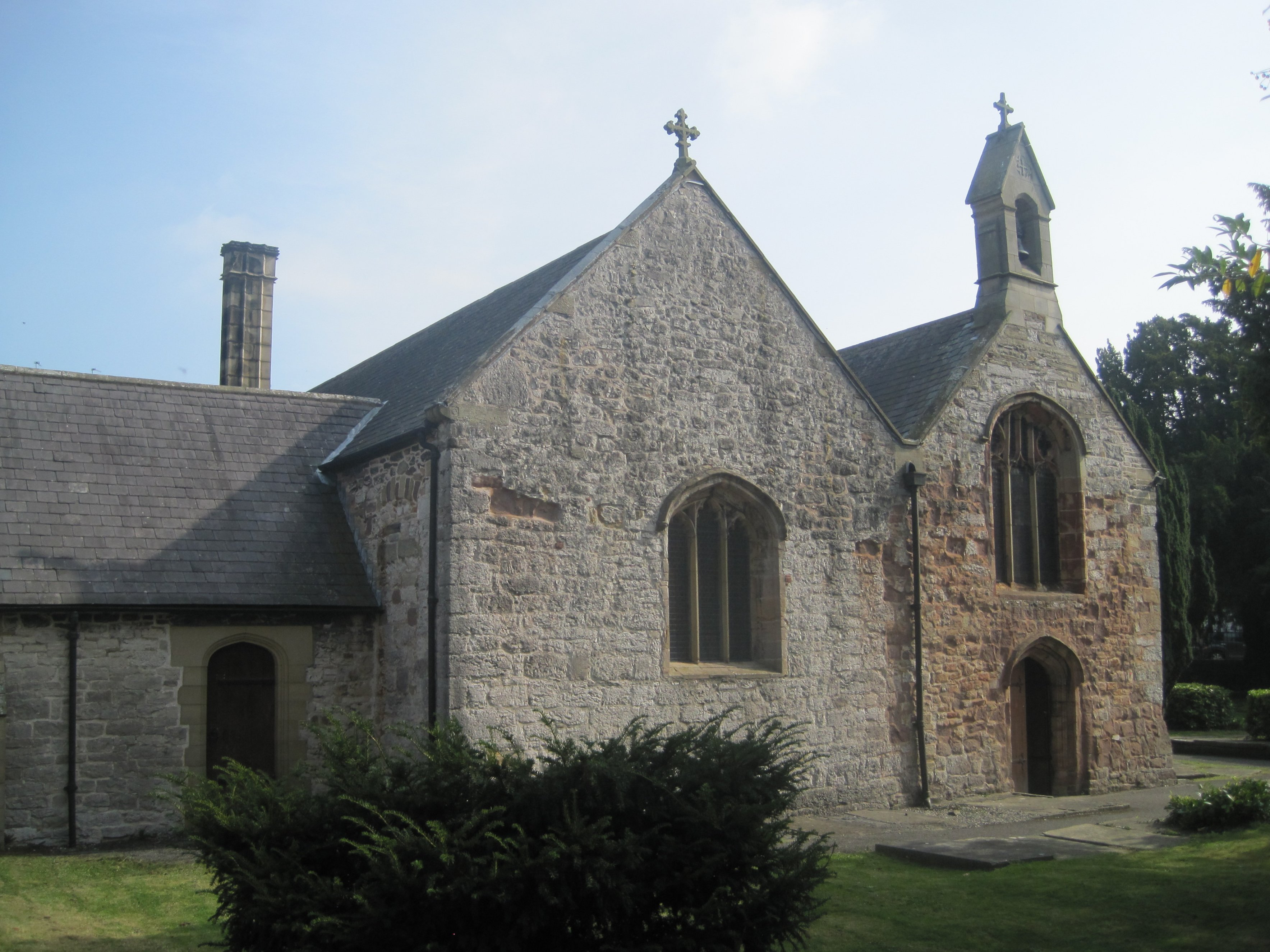
Church of St Kentigern and St Asa
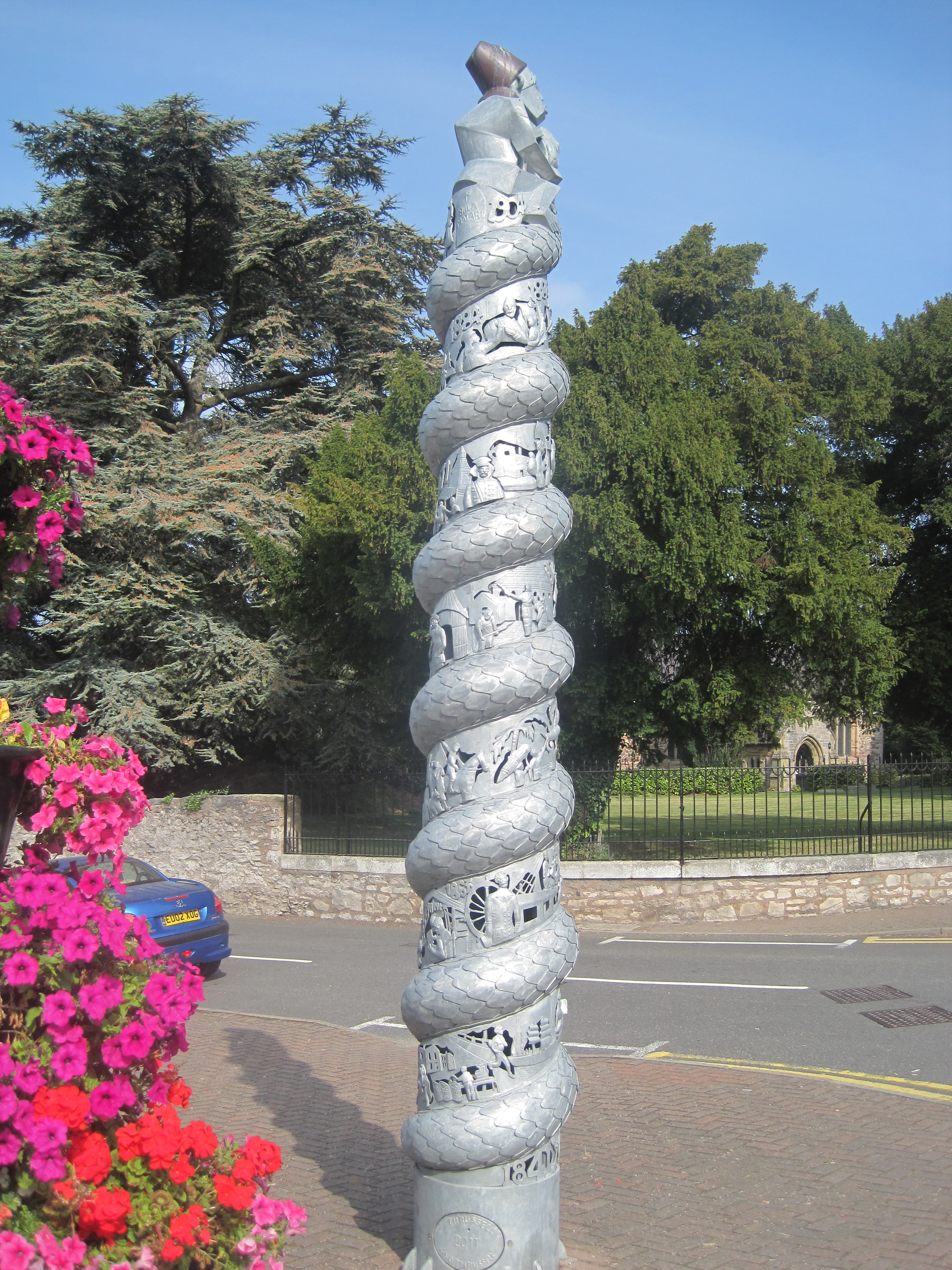
Memorial to H. M. Stanley
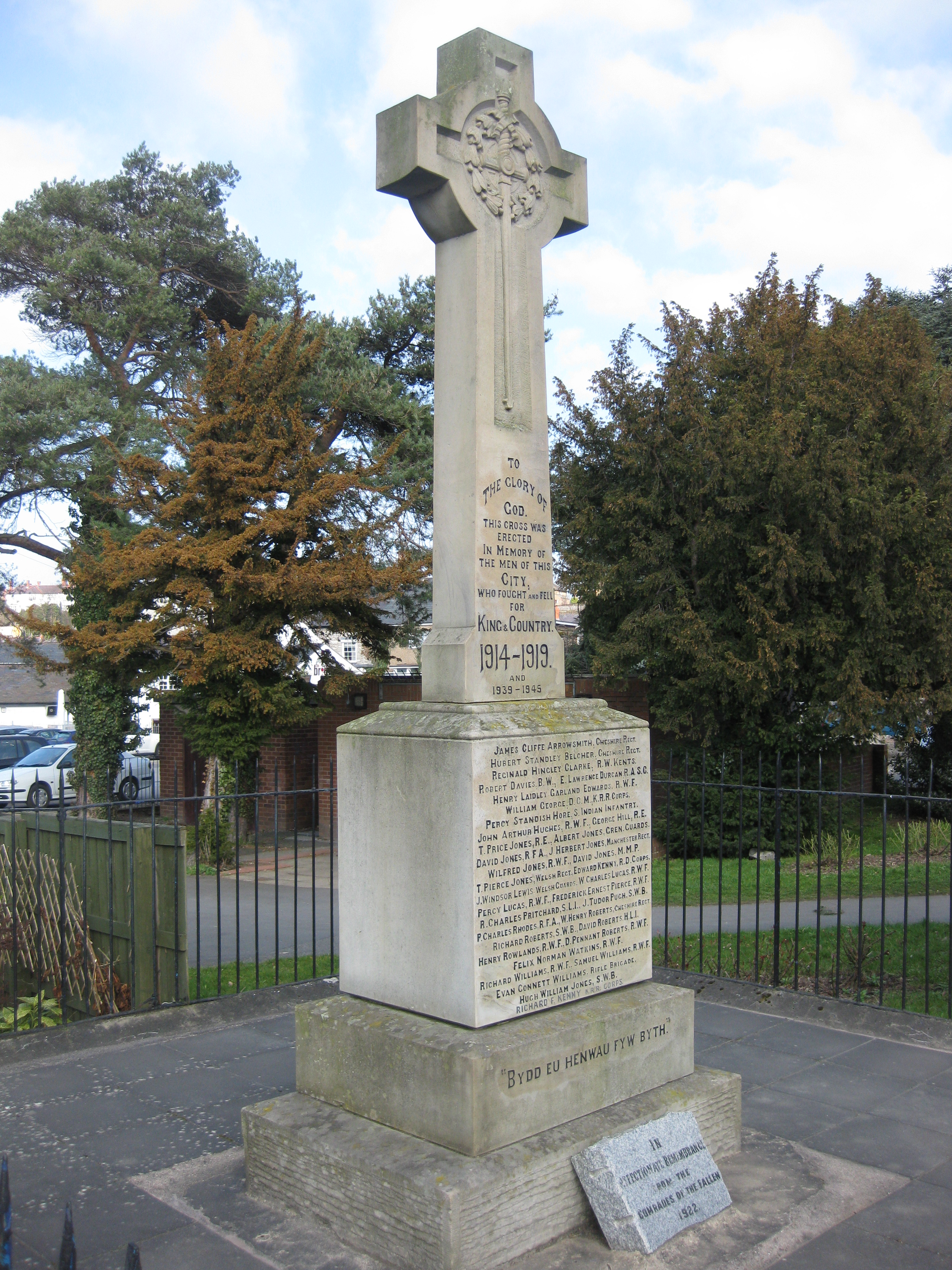
War memorial
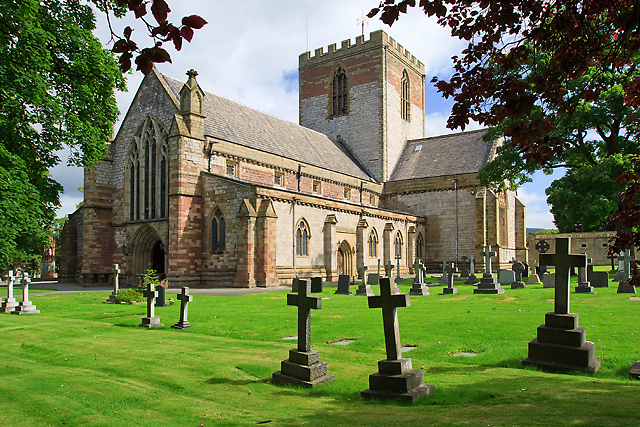
The Cathedral